# 環境問題関連の記事一覧
環境問題関連の記事一覧（かんきょうもんだいかんれんのきじいちらん）は、環境問題に分類される問題、またはこれに関わる事柄を一覧にまとめたものである。Category:環境問題も参照のこと。

## 地球規模
- オゾン層
- エルニーニョ現象／ラニーニャ現象
- 地球温暖化
- 人口
- 資源
  - 水資源管理
- 仮想水
- 砂漠化
- 砂漠化（砂漠記事内）
- サステイナビリティ （持続可能性）
- 持続可能な農業
- 塩害

## 国際合意
- アジェンダ21
- 第3回気候変動枠組条約締約国会議
  - 京都議定書
- 気候変動枠組条約
  - COP15
  - COP16

## 産業
- アグリビジネス
- トレーサビリティ（追跡可能性）
- マニフェスト制度
- 運送
- モーダルシフト
- モビリティ・マネジメント
- リサイクル
- 再使用
- 廃棄物 - 一般廃棄物|産業廃棄物
- 汚染者負担原則(PPP)
- ディーゼル排出ガス規制
- アルコール燃料
- 環境影響評価
- 環境装置
- グリーンウォッシュ

## 官庁等
- 環境省
- 公害等調整委員会
- 日本の環境と環境政策

## 関連法
- 環境法令一覧 環境法

- 循環型社会形成推進基本法
- スパイクタイヤ粉じんの発生の防止に関する法律
- 廃棄物の処理及び清掃に関する法律
- 資源の有効な利用の促進に関する法律
- 使用済自動車の再資源化等に関する法律
- 特定家庭用機器再商品化法
- 特定外来生物による生態系等に係る被害の防止に関する法律
- 景観法

## 生活
- クオリティ・オブ・ライフ
  - 生活指標
- 自然農法
  - 有機農法
  - 合鴨農法
- 環境権
  - 光害
- コンポスト
- スモッグ
  - 光化学スモッグ
- 鉄道輸送
- 地産地消
  - フードマイレージ
  - スローフード
- 病気
- ごみ
  - ゴミ問題
- アスベスト問題

## 学術・環境技術
- エコロジー
- バイオテクノロジー
  - バイオマス
  - 養液栽培

- エネルギー
  - 省エネルギー技術
    - コジェネレーション
    - コンバインドサイクル発電
    - 燃料電池

  - 自然エネルギー
    - 風力発電
    - 地熱発電
    - 太陽電池
    - バイオマス
    - 波力発電
    - 潮力発電
    - グリーン電力

  - 新エネルギー
    - メタンハイドレート
    - 高速増殖炉
    - 核融合エネルギー

- サンシャイン計画／ムーンライト計画

## 環境破壊
- 自然破壊
  - 森林破壊
  - 大気汚染
  - 水質汚染（水質汚濁・海洋汚染）
  - 土壌汚染
  - 底質汚染
- 公害
  - 四大公害病（水俣病・イタイイタイ病・四日市ぜんそく・第二水俣病）
- チェルノブイリ原子力発電所事故
- 酸性雨
- 重金属
- 外来種
- 環境ホルモン
- レッドリスト
- 劣化ウラン弾
- 環境危機時計（旭硝子財団）
- 食品汚染